# Mikhaïl Sergatchiov
Mikhaïl Aleksandrovitch Sergatchiov - en russe : Михаил Александрович Сергачёв et en anglais : Mikhail Sergachev - (né le 25 juin 1998 à Nijnekamsk en Russie) est un joueur professionnel russe de hockey sur glace. Il évolue au poste de défenseur.

## Biographie

### Carrière en club
Formé au Neftekhimik Nijnekamsk, il commence sa carrière junior en 2014 avec l'Irbis Kazan dans la MHL. Il est choisi en sixième position par les Spitfires de Windsor lors du repêchage européen 2015 de la Ligue canadienne de hockey. Il part alors en Amérique du Nord et débute dans la Ligue de hockey de l'Ontario. Il est choisi au premier tour en neuvième place par les Canadiens de Montréal lors du repêchage d'entrée dans la LNH 2016.
Le 13 octobre 2016, il joue son premier match dans la Ligue nationale de hockey avec les Canadiens face aux Sabres de Buffalo.
Le 15 juin 2017, il est échangé avec un choix conditionnel de 2e tour au repêchage 2018 contre Jonathan Drouin et un choix conditionnel de 6e tour, toujours en 2018.
Le 6 octobre 2017, il marque son premier point dans la LNH, une assistance face aux Panthers de la Floride. Il marque ses deux premiers buts le 19 octobre 2017 chez les Blue Jackets de Columbus.
Il remporte la Coupe Stanley 2020 et 2021 avec Tampa Bay.
Le défenseur de 6 pieds 3 pouces signe un contrat de trois ans avec le Lightning le 25 novembre 2020.
Le 13 juillet 2022, Sergatchiov s'entend à nouveau avec Tampa Bay sur une prolongation de contrat de huit saisons, d'une valeur de 60 millions $.
Le 29 juin 2024, le Lightning l'échange au Club de hockey de l'Utah contre Conor Geekie, J.J. Moser, un choix de 2e ronde en 2025 ainsi qu'un choix de 7e ronde en 2024. 

### En équipe nationale
Il représente la Russie en sélections jeunes.

## Statistiques

### En club
| Saison     | Équipe                   | Ligue      |     | Saison régulière | Saison régulière | Saison régulière | Saison régulière | Saison régulière |   | Séries éliminatoires | Séries éliminatoires | Séries éliminatoires | Séries éliminatoires | Séries éliminatoires |
| Saison     | Équipe                   | Ligue      | PJ  | B                | A                | Pts              | Pun              | PJ               | B | A                    | Pts                  | Pun                  |                      |                      |
| 2014-2015  | Irbis Kazan              | MHL        | 25  | 2                | 6                | 8                | 18               | 2                | 0 | 0                    | 0                    | 0                    |                      |                      |
| 2015-2016  | Spitfires de Windsor     | LHO        | 67  | 17               | 40               | 57               | 56               | 5                | 2 | 3                    | 5                    | 8                    |                      |                      |
| 2016-2017  | Canadiens de Montréal    | LNH        | 4   | 0                | 0                | 0                | 0                | -                | - | -                    | -                    | -                    |                      |                      |
| 2016-2017  | Spitfires de Windsor     | LHO        | 50  | 10               | 33               | 43               | 71               | 7                | 1 | 2                    | 3                    | 10                   |                      |                      |
| 2017-2018  | Lightning de Tampa Bay   | LNH        | 79  | 9                | 31               | 40               | 38               | 17               | 2 | 3                    | 5                    | 12                   |                      |                      |
| 2018-2019  | Lightning de Tampa Bay   | LNH        | 75  | 6                | 26               | 32               | 28               | 4                | 1 | 1                    | 2                    | 0                    |                      |                      |
| 2019-2020  | Lightning de Tampa Bay   | LNH        | 70  | 10               | 24               | 34               | 58               | 25               | 3 | 7                    | 10                   | 26                   |                      |                      |
| 2020-2021  | Lightning de Tampa Bay   | LNH        | 56  | 4                | 26               | 30               | 30               | 23               | 0 | 3                    | 3                    | 18                   |                      |                      |
| 2021-2022  | Lightning de Tampa Bay   | LNH        | 78  | 7                | 31               | 38               | 59               | 23               | 2 | 8                    | 10                   | 18                   |                      |                      |
| 2022-2023  | Lightning de Tampa Bay   | LNH        | 79  | 10               | 54               | 64               | 53               | 6                | 1 | 2                    | 3                    | 16                   |                      |                      |
| 2023-2024  | Lightning de Tampa Bay   | LNH        | 34  | 2                | 17               | 19               | 16               | 2                | 0 | 1                    | 1                    | 0                    |                      |                      |
| 2024-2025  | Club de hockey de l'Utah | LNH        | 77  | 15               | 38               | 53               | 32               | -                | - | -                    | -                    | -                    |                      |                      |
| Totaux LNH | Totaux LNH               | Totaux LNH | 552 | 63               | 247              | 310              | 314              | 100              | 9 | 25                   | 34                   | 90                   |                      |                      |

### En équipe nationale
| Année | Compétition                          |    | PJ | B | A | Pts | Pun | +/-                |  | Résultat |
| 2015  | Championnat du monde moins de 18 ans | 5  | 0  | 0 | 0 | 0   | -2  | 5e place           |  |          |
| 2016  | Championnat du monde moins de 18 ans | 5  | 0  | 0 | 0 | 8   | 0   | 6e place           |  |          |
| 2017  | Championnat du monde junior          | 7  | 1  | 0 | 1 | 4   | +4  | Médaille de bronze |  |          |
| 2019  | Championnat du monde                 | 10 | 1  | 6 | 7 | 0   | +11 | Médaille de bronze |  |          |

## Trophées et honneurs personnels

### LHO
- 2015-2016 : 
  - remporte le trophée Max-Kaminsky
  - nommé dans la première équipe d'étoiles
  - nommé dans l'équipe des recrues

### Ligue nationale de hockey
- 2019-2020 : vainqueur de la coupe Stanley avec le Lightning de Tampa Bay
- 2020-2021 : vainqueur de la coupe Stanley avec le Lightning de Tampa Bay